# Версалем
Версале́м — гора в Українських Карпатах, у масиві Покутсько-Буковинські Карпати. Розташована в межах Верховинського району Івано-Франківської області, на північний схід від села Волова.
Висота гори — 1406,7 м. Вершина конічної форми, лише її західні схили переходять у хребет, яким можна пройти до гори Ротило (на південному сході). Схили гори дуже стрімкі, заліснені, вершина частково безліса.
На південний схід від гори розташована вершина Ротило, у північно-східній стороні гора Мунчелик, на північному заході — гора Гордя.